# 德克薩斯州聖安東尼奧聖殿
德克薩斯聖安東尼奧聖殿（San Antonio Texas Temple）是耶穌基督後期聖徒教會的第120座聖殿。2001年，耶穌基督後期聖徒教會宣布了在聖安東尼奧修建聖殿的計劃，這將是得克薩斯州第四座耶穌基督後期聖徒教會聖殿。2005年4月16日至5月7日，聖安東尼奧聖殿開放公眾參觀。2005年5月22日，聖安東尼奧聖殿舉行了奉獻儀式。聖安東尼奧聖殿服務這一地區約45,250人耶穌基督後期聖徒教會信徒，面積16,800平方英尺（1,560平方）。

## 外部連結
- San Antonio Temple （页面存档备份，存于） (official)
- San Antonio Texas Temple （页面存档备份，存于） at LDSChurchTemples.com